# Артёмовка (река)
Артёмовка — река на Дальнем Востоке России, на юге Приморского края.
До 1972 года — река Майхе.
Река берёт начало на юго-западном склоне гор Пржевальского (южной части горной системы Сихотэ-Алиня), на высоте 460 м, течёт в южном направлении и впадает в вершину бухты Муравьиная Уссурийского залива Японского моря. Устье реки находится примерно в 4 км западнее посёлка Шкотово. Длина реки — 73 км, площадь бассейна — 1460 км², падение реки — 460 м.

## Природа
Река протекает по горной залесенной местности. Высота отдельных гор в верхней части бассейна достигает 500—900 м, причём река и её притоки протекают по узким долинам, имеют значительные уклоны и скорости течения. К устью высо́ты местности понижаются до 200—300 м.
Долина реки имеет ящикообразную форму и ширину от 100 м в верховьях до 2,2 км у бывшего села Харитоновка. Русло сильно извилистое, при подъёме уровня воды на 0,5—1 м разделяется на рукава, в межень изобилует галечными косами. Ширина реки в начале участка равна нескольким метрам, к концу его увеличивается до 30 м, преобладающая глубина колеблется от 0,4 до 0,6 м.
Леса в бассейне реки занимают около 74 % общей его площади. Заболоченность водосбора около 6 %, под распашкой менее 5 %. В бассейне насчитывается около 90 мелких озёр общей площадью 4,16 км². Гидрографическая сеть в бассейне хорошо развита. Среднее количество осадков в бассейне составляет 890 мм, в холодный период (ноябрь—март) выпадает 15—16 % годовой суммы.

## Притоки
Основные притоки: Суворовка (длина 29 км), Большая Солдатка (27 км), Кучелинова (37 км), Кневичанка (33 км).

## Гидротехнические сооружения
В 5 км ниже с. Штыково на реке расположена бетонная водоспускная плотина длиной 45 м, шириной 20 м и высотой 2,2 м.
В 1978 году в среднем течении реки построено Артёмовское водохранилище, площадь водосбора которого составляет 488 км², площадь зеркала — около 11 км². Полезный объём — 118 млн м³. Водохранилище используется для водоснабжения городов Владивосток, Артём, пос. Шкотово и части Надеждинского района. Наблюдения за уровнем воды, температурой, ледовыми явлениями, осадками, снежным покровом ведутся в створе плотины водохранилища по посту Многоудобное. При строительстве водохранилища были ликвидированы населённые пункты Харитоновка, Новохатуничи, Пейшула.

## Населённые пункты
Населённые пункты на реке, сверху вниз:
- Шкотовский район: Многоудобное, Штыково;
- Артёмовский городской округ: Артёмовский, Олений.

Верховья Артёмовки пересекает вал Чакири-мудун, о котором упоминал Арсеньев в книге «В горах Сихотэ-Алиня».